# Griswoldia disparilis
Griswoldia disparilis is een spinnensoort uit de familie van de Zoropsidae.
De wetenschappelijke naam van de soort werd in 1952 als Campostichomma disparile gepubliceerd door Reginald Frederick Lawrence.